# Hyperion Aviation
 Hyperion Aviation ist eine Chartergesellschaft mit Sitz und Basis am Flughafen Malta. Der Tätigkeitsbereich des Unternehmens umfasst VIP-Charter und Flugzeugmanagement.
Im Jahre 2016 wurde die Gesellschaft durch das belgische Charterflugunternehmen Flying Group übernommen.

## Flotte
Die Flotte der Hyperion Aviation besteht mit Stand 2022 aus 16 Flugzeugen:
| Flugzeugtyp                   | aktiv | bestellt | Anmerkungen  | Sitzplätze |
| ----------------------------- | ----- | -------- | ------------ | ---------- |
| Bombardier Global Express XRS | 03    |          |              | 10         |
| Bombardier Global 5000        | 02    |          |              | 12         |
| Bombardier Global 6000        | 01    |          |              | 12         |
| Bombardier Challenger CL-604  | 01    |          |              | 12         |
| Bombardier Challenger CL-605  | 01    |          |              | 12         |
| Embraer Legacy 600            | 01    |          |              | VIP        |
| Dassault Falcon 7X            | 01    |          |              | 012        |
| Dassault Falcon 2000EX        | 01    |          |              | 8–19       |
| Gulfstream G450               | 01    |          |              | 12–19      |
| Gulfstream G-IVSP             | 01    |          |              | 14–19      |
| Hawker 400                    | 01    |          |              | 7          |
| Hawker 800XPi                 | 01    |          |              | 8–15       |
| Learjet LR45                  | 01    |          |              | 9          |
| AgustaWestland AW109          | 02    |          | Hubschrauber | 6–7        |
| Gesamt                        | 18    |          |              |            |

## Ehemalige Flugzeugtypen
Hyperion Aviation verwendete früher auch folgende Flugzeugtypen:

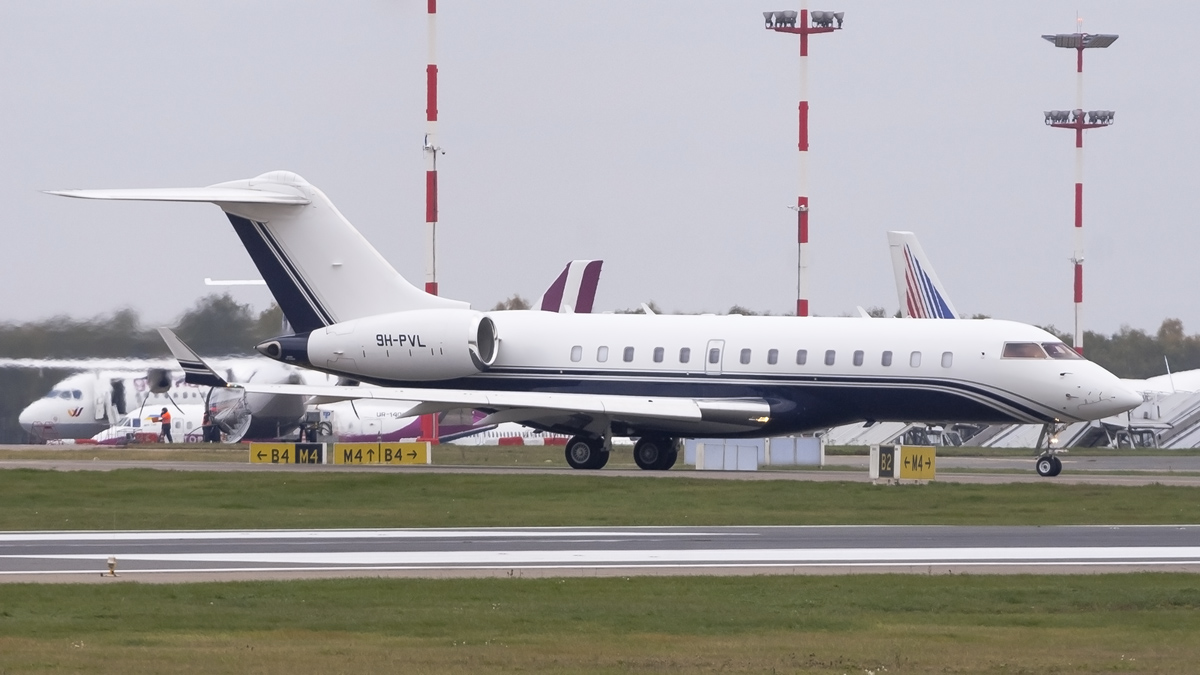
Bombardier Global Express

- Airbus A319
- Boeing 737-300
- Boeing 737-700
- Bombardier BD-700 Global Express
- Canadair Challenger
- Canadair CRJ-200
- Cessna 525 Citation Jet
- Dassault Falcon 7X
- Dassault Falcon 10/100
- Embraer ERJ-135BJ
- IAI 1126 Galaxy / G200
- Hawker Beechcraft 900XP
- Learjet 60